# Шековский сельский совет (Лубенский район)
Шековский сельский совет (укр. Шеківська сільська рада) — входит в состав
Лубенского района
Полтавской области
Украины.
Административный центр сельского совета находится в 
с. Шеки.

## Населённые пункты совета
- с. Шеки
- с. Хитцы